# Jesús Dermit
Jesús Dermit, né le 14 mars 1909 à Bilbao et mort le 14 octobre 1988 à Getxo,, est un coureur cycliste espagnol.

## Biographie
Jesús Dermit évolue au niveau professionnel entre 1927 et 1944. Durant cette période, il remporte une quinzaine de courses, principalement au Pays basque. Il participe également au Tour de France en 1930, avec une sélection espagnole. Son frère cadet Máximo a lui aussi été coureur cycliste. 

## Palmarès
- 1927
  - 2e du championnat de Biscaye[3]
- 1929
  - Grand Prix de Biscaye
  - 3e du GP Pascuas
- 1931[3]
  - 2e de la Vuelta a Piqueras
  - 3e du championnat de Biscaye
- 1932
  - 2e du championnat de Biscaye[3]
  - 2e de la Vuelta al Valle de Leniz
  - 3e du Circuito de la Ribera de Jalón
  - 3e de la Prueba Villafranca de Ordizia
- 1933
  - Vuelta a Piqueras[3]
  - 3e du Gran Premio de la República
- 1934[3]
  - GP Durango
  - 2e du Pentekostes Saria
  - 2e du championnat du Pays basque
  - 3e du Tour d'Alava
- 1935
  - Prueba Legazpia
  - 2e de la Prueba Loinaz
  - 2e du championnat du Guipuscoa[3]
- 1936
  - Prueba Legazpia
  - GP Astur[3]
  - 2e du championnat de Biscaye[3]
  - 3e de la Prueba Loinaz
- 1938
  - Cinturón de Bilbao
  - 2e de la Prueba Villafranca de Ordizia
  - 3e du Circuito del Sardinero
- 1940[3]
  - Champion du Guipuscoa
  - Cinturón de Bilbao
  - 3e du Circuito de Torrelavega
- 1941
  - GP San Juan[3]
  - 2e du Circuito del Norte
  - 3e du Grand Prix de Biscaye
- 1942
  - 2e du GP Pascuas
  - 3e du Grand Prix de Biscaye
- 1943
  - Pentekostes Saria[3]
  - 2e de la Prueba Loinaz

## Résultats sur les grands tours

### Tour de France
1 participation 
- 1930 : hors délais (2e étape)